# Francesco Ravizza
Francesco Ravizza (* 1615 in Orvieto; † 22. Mai 1675 in Rom) war ein italienischer römisch-katholischer Bischof.

## Biografie
Er wurde 1615 in Orvieto geboren. Das Datum seiner Priesterweihe ist nicht bekannt.
1664 begleitete er als persönlicher Sekretär den Kardinalnepoten Flavio Chigi bei seiner außerordentlichen Gesandtschaft nach Frankreich. Am 14. Juli 1665 wurde er von Papst Alexander VII. als Nachfolger von Domenico Salvetti zum Präfekten des Vatikanisches Apostolisches Archiv ernannt. Er hatte dieses Amt formell bis zu seinem Tod inne, obwohl er es nach seiner Versetzung nach Portugal nicht mehr ausgeübt hatte. Am 17. Februar 1666 wurde er Sekretär der mächtigen Sacra Consulta, ein Amt, das er bis zum 22. Februar 1668 innehatte.
Am 19. März 1667 wurde er von Papst Chigi, der nur zwei Monate später starb, zum Titularbischof der Diözese Sidon ernannt. Bis zum Beginn des Jahres 2017 war der Name der Person, die Monsignore Ravizza, der als Vorläufer einer der kleinen bischöflichen Linien der katholischen Kirche galt, zum Bischof geweiht hatte, unbekannt. Im Januar 2017 wurde jedoch ein in Rom geschriebener Brief vom 22. März 1667 entdeckt, der derzeit im Staatsarchiv von Florenz aufbewahrt wird. Darin bezeugt Torquato Montauti, Geschäftsträger bei der Apostolischen Nuntiatur im Großherzogtum Toskana, dass Francesco Ravizza am 20. März 1667 im Petersdom durch Kardinal Neri Corsini die Bischofsweihe erhalten hat. Damit gehört es nun zu der Linie, die mit dem französischen Kardinal Guillaume d’Estouteville beginnt.
Am 12. August 1670 wurde er als Nachfolger von Vincenzo Nobili zum apostolischen Nuntius von Portugal ernannt und bis zu seinem Tod im Amt des Präfekten durch Pier Francesco De Rossi ersetzt. Er beendete dieses diplomatische Amt am 12. April 1673, als er durch den zukünftigen Kardinal Marcello Durazzo ersetzt wurde.
Er kehrte nach Rom zurück und starb dort am 22. Mai 1675 im Alter von sechzig Jahren. Er wurde in der Sakristei von St. Peter im Vatikan beigesetzt.